# Stazione di Busto Arsizio
La stazione di Busto Arsizio è una delle due stazioni ferroviarie a servizio della città di Busto Arsizio. È posta sulla linea Domodossola-Milano ed è gestita da Rete Ferroviaria Italiana.
L'attuale stazione è ubicata in piazza Volontari della Libertà, (dal 1937 al 1945 denominata piazza dell'Impero), in precedenza lungo l'antica strada Garottola diretta ad Olgiate Olona.

## Storia

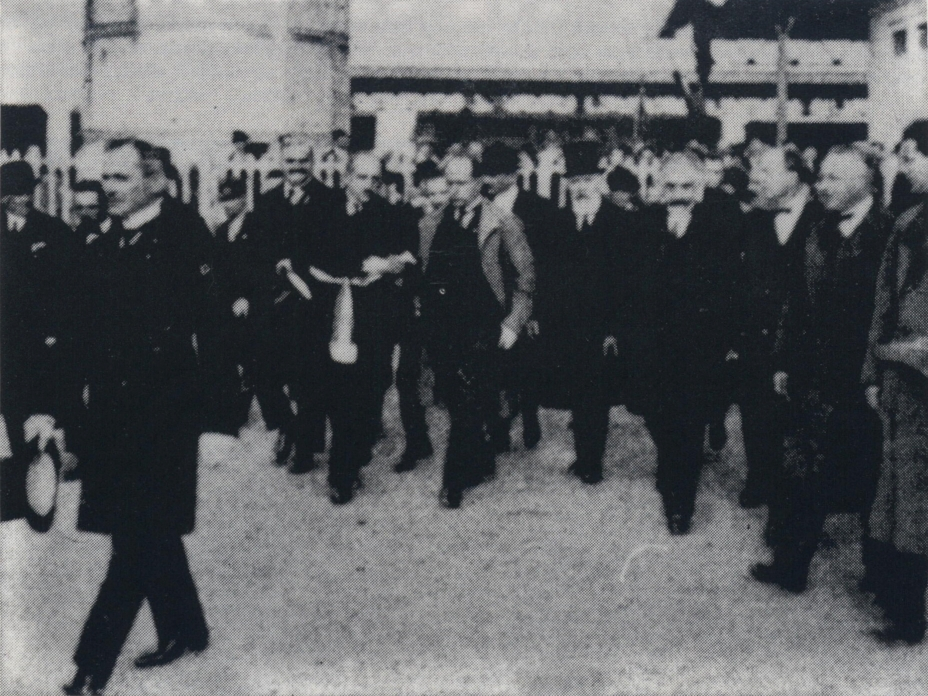
Benito Mussolini (al centro, in giacca chiara) durante l'inaugurazione della stazione

Mappa del nodo ferroviario dopo l'attivazione della nuova stazione, nel 1924

Fino all'inizio del XX secolo era attiva la vecchia stazione della Società per le Strade Ferrate del Mediterraneo, situata all'incrocio tra le attuali Viale duca d'Aosta, dove era ubicata la sede dei binari, e Via XX Settembre. L'attivazione della diramazione per Busto Arsizio e Gallarate della linea ferroviaria per Novara, a partire dal tratto Milano-Rho risale al 20 dicembre 1860.
La nuova stazione ferroviaria, una costruzione imponente in confronto a quella vecchia, fu iniziata nel 1905 ed inaugurata da Benito Mussolini il 25 ottobre 1924 tra il disinteresse della cittadinanza, che preferì assistere alla S. Messa del Cardinal Eugenio Tosi, bustocco. Una leggenda, piuttosto diffusa e forse non del tutto priva di fondamento, vuole che un Mussolini inferocito abbia deciso quel giorno di preferire Varese a Busto Arsizio come nuovo capoluogo di provincia.
Nel 1929 nel piazzale davanti alla stazione fu realizzato un monumento equestre a Enrico dell'Acqua ad opera di Enrico Saroldi (per la parte in bronzo) e Amedeo Fontana (per la parte in marmo) che tuttora domina sulla piazza Volontari della Libertà.
Nel 2004 è stato inaugurato il sottopasso pedonale verso la Via Palermo. A partire dal 18 ottobre 2009 la stazione è collegata alla stazione FNM e all'aeroporto di Malpensa da una relazione regionale.
Nel corso del 2017 la stazione è stata sottoposta a lunghi lavori di ristrutturazione, per l'aggiunta di un ascensore, la sostituzione delle coperture delle banchine, il rifacimento della pavimentazione, la sistemazione dei sottopassi e del deposito per le biciclette. Queste opere si sono concluse a gennaio 2018.

## Caratteristiche ferroviarie
È una stazione di superficie a 6 binari di cui 3 serviti da banchine (l'1, il 4 e il 5), collegate tra loro da due sottopassaggi. La maggior parte delle attività si svolge sui binari 4 (treni verso Varese, Domodossola e il Lago Maggiore) e 5 (treni per Milano e per Treviglio); dal binario 1 partono i treni S30 Tilo da Bellinzona (via Luino) per l'aeroporto di Malpensa e viceversa. Il binario 2 è di servizio mentre i binari 3 e 6 sono destinati al transito dei treni che non fermano nella stazione. Esiste anche un binario denominato 1 tronco utilizzato per i collegamenti con l'aeroporto di Malpensa.

## Movimento
È fermata per i treni regionali che servono le direttrici Domodossola-Arona-Milano Centrale e Porto Ceresio-Varese-Milano Porta Garibaldi, nonché dei convogli del servizio ferroviario suburbano di Milano, Linea S5 (Varese-Pioltello Limito-Treviglio) di Trenord.
Dal 2011 al 2018 vi ha inoltre prestato servizio la linea S30 della rete celere del Canton Ticino, operante la relazione Bellinzona-Luino-Malpensa Aeroporto; a decorrere da giugno 2018 tale relazione è stata soppressa e sostituita dalla Linea S40, operante nella tratta Malpensa Aeroporto Terminal 2-Varese-Mendrisio-Como. Da giugno 2019 il collegamento con Malpensa (divenuto giornaliero e a cadenza oraria) viene garantito dalla linea S50 da e per Bellinzona (via Varese, Mendrisio e Lugano) in carico alla società TiLo.

## Servizi
La stazione è classificata da RFI nella categoria "Silver" e dispone di:
- Biglietteria
- Biglietteria self-service attiva 24/24h (solo biglietti regionali)
- Bar
- Fermata autobus urbani ed extraurbani STIE ed extraurbani FNM Autoservizi
- Parcheggio
- Taxi
- Poste Italiane: ufficio postale Busto Arsizio 4[7]
- Accessibilità per diversamente abili